# Mike Nahar
Mikel Roy Nahar, detto Mike (Haarlem, 7 maggio 1971), è un ex cestista olandese.

## Palmarès
- Campionato tedesco: 1

Brose Bamberg: 2004-05
- Coppa di Portogallo: 1

Benfica: 1996
- Coppa di Grecia: 1

Aris Salonicco: 1997-98
- Coppa Korać: 1

Aris Salonicco: 1996-97